# Seidenweberstraße 48 (Mönchengladbach)

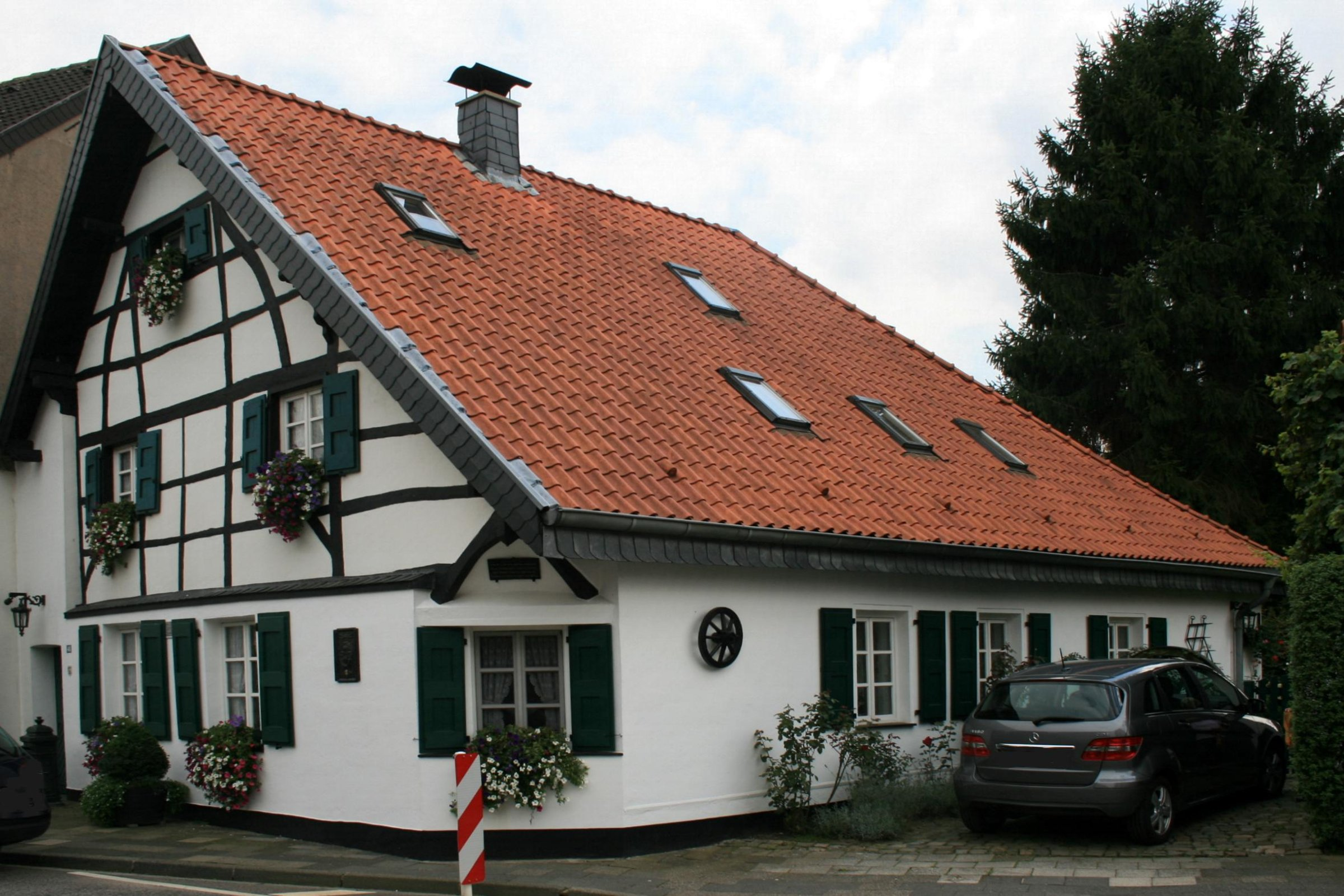
Fachwerkhaus (2010)

Das Fachwerkhaus Seidenweberstraße 48 steht im Stadtteil Herrath in Mönchengladbach (Nordrhein-Westfalen).
Das Gebäude wurde im 18. Jahrhundert erbaut. Es wurde unter Nr, S. 004 am 24. September 1985 in die Denkmalliste der Stadt Mönchengladbach eingetragen.

## Lage
Das Objekt liegt im Stadtteil Herrath zwischen Backsteinhofanlagen des 19. Jahrhunderts.

## Architektur
Es handelt sich um ein zweigeschossiges, ehemaliges queraufgeschlossenem Giebelhaus aus Fachwerk aus dem 18. Jahrhundert mit nach Westen längsseits abgehängter Abseite. Das giebelseitige leicht vorkragende Satteldach ist an der Rückfront abgewalmt. Charakteristisches bäuerliches Wohnhaus in regional typischer Bauweise, dessen bauliche Grundstruktur trotz zahlreicher Eingriffe noch ablesbar geblieben ist.